# ألتون (إلينوي)
ألتون (بالإنجليزية: Alton, Illinois) هي مدينة تقع في الولايات المتحدة في مقاطعة ماديسون، إلينوي. يقدر عدد سكانها بـ 27,865 نسمة .

## التركيبة السكانية
حدّد مكتب تعداد الولايات المتحدة بيانات التركيبة السكانية لألتون في تعداد الولايات المتحدة. في ما يلي، التركيبة السكانية حسب تعدادي 2000 و2010.

### تعداد عام 2000
بلغ عدد سكان ألتون 30,496 نسمة بحسب تعداد عام 2000، وبلغ عدد الأسر 12,518 أسرة وعدد العائلات 7,650 عائلة مقيمة في المدينة. في حين سجلت الكثافة السكانية 694.2 نسمة لكل كيلومتر مربع (1,798.0/ميل2). وبلغ عدد الوحدات السكنية 13,894 وحدة بمتوسط كثافة قدره 316.3 لكل كيلومتر مربع (819.2/ميل2).
وتوزع التركيب العرقي للمدينة بنسبة 72.32% من البيض و24.72% من الأمريكيين الأفارقة و0.18% من الأمريكيين الأصليين و0.38% من الأمريكيين ذوي الأصول الآسيوية و0.01% من سكان جزر المحيط الهادئ و0.68% من الأعراق الأخرى و1.71% من عرقين مختلطين أو أكثر و1.49% من الهسبانيون أو اللاتينيون من أي عرق.
بلغ عدد الأسر 12,518 أسرة كانت نسبة 32.9% منها لديها أطفال تحت سن الثامنة عشر تعيش معهم، وبلغت نسبة الأزواج القاطنين مع بعضهم البعض 39.3% من أصل المجموع الكلي للأسر، ونسبة 17.4% من الأسر كان لديها معيلات من الإناث دون وجود شريك، بينما كانت نسبة 4.4% من الأسر لديها معيلون من الذكور دون وجود شريكة وكانت نسبة 38.9% من غير العائلات. تألفت نسبة 33.3% من أصل جميع الأسر من عدة أفراد يعيشون في نفس المنزل ونسبة 13.8% كانت تتألف من شخص يعيش بمفرده يبلغ من العمر 65 عاماً أو أكثر. وبلغ متوسط حجم الأسرة المعيشية 2.36، أما متوسط حجم العائلات فبلغ 3.02.
بلغ العمر الوسطي للسكان 35.4 عاماً. وكانت نسبة 25.6% من القاطنين تحت سن الثامنة عشر، وكانت نسبة 9% بين الثامنة عشر والرابعة والعشرين عاماً، ونسبة 28.4% كانت واقعةً في الفئة العمرية ما بين الخامسة والعشرين والرابعة والأربعين عاماً، ونسبة 19.5% كانت ما بين الخامسة والأربعين والرابعة والستين، ونسبة 14.4% كانت ضمن فئة الخامسة والستين عاماً فما فوق. يوجد لكل 100 أنثى 89.3 ذكر، ويوجد لكل 100 أنثى في الثامنة عشر من عمرها فما فوق 84.2 ذكر.
بلغ متوسط دخل الأسرة في المدينة 31,213 دولارًا، أما متوسط دخل العائلة فبلغ 37,910 دولارًا. وكان متوسط دخل الذكور 33,083 دولارًا مقابل 22,485 دولارًا للإناث. وسجل دخل الفرد الخاص بالمدينة 16,817 دولارًا. وكانت نسبة 14.7% من العائلات ونسبة 18.7% من السكان تحت خط الفقر، وكان من هؤلاء نسبة 27.1% تحت سن الثامنة عشر ونسبة 13.2% في الخامسة والستين من العمر وما فوق.

### تعداد عام 2010
بلغ عدد سكان ألتون 27,865 نسمة بحسب تعداد عام 2010، وبلغ عدد الأسر 11,734 أسرة وعدد العائلات 6,854 عائلة مقيمة في المدينة. في حين سجلت الكثافة السكانية 634.3 نسمة لكل كيلومتر مربع (1,642.8/ميل2). وبلغ عدد الوحدات السكنية 13,266 وحدة بمتوسط كثافة قدره 302 لكل كيلومتر مربع (782.2/ميل2).
وتوزع التركيب العرقي للمدينة بنسبة 68.48% من البيض و26.63% من الأمريكيين الأفارقة و0.23% من الأمريكيين الأصليين و0.50% من الأمريكيين ذوي الأصول الآسيوية و0.02% من سكان جزر المحيط الهادئ و0.48% من الأعراق الأخرى و3.66% من عرقين مختلطين أو أكثر و1.92% من الهسبانيون أو اللاتينيون من أي عرق.
بلغ عدد الأسر 11,734 أسرة كانت نسبة 30.1% منها لديها أطفال تحت سن الثامنة عشر تعيش معهم، وبلغت نسبة الأزواج القاطنين مع بعضهم البعض 33.7% من أصل المجموع الكلي للأسر، ونسبة 19.2% من الأسر كان لديها معيلات من الإناث دون وجود شريك، بينما كانت نسبة 5.6% من الأسر لديها معيلون من الذكور دون وجود شريكة وكانت نسبة 41.6% من غير العائلات. تألفت نسبة 34.4% من أصل جميع الأسر من عدة أفراد يعيشون في نفس المنزل ونسبة 11.9% كانت تتألف من شخص يعيش بمفرده يبلغ من العمر 65 عاماً أو أكثر. وبلغ متوسط حجم الأسرة المعيشية 2.33، أما متوسط حجم العائلات فبلغ 3.00.
بلغ العمر الوسطي للسكان 36.0 عاماً. وكانت نسبة 24.1% من القاطنين تحت سن الثامنة عشر، وكانت نسبة 9.8% بين الثامنة عشر والرابعة والعشرين عاماً، ونسبة 26.7% كانت واقعةً في الفئة العمرية ما بين الخامسة والعشرين والرابعة والأربعين عاماً، ونسبة 25.5% كانت ما بين الخامسة والأربعين والرابعة والستين، ونسبة 13.9% كانت ضمن فئة الخامسة والستين عاماً فما فوق. وتوزع التركيب الجنسي للسكان بنسبة 47.8% ذكور و52.2% إناث.

## أعلام
- دايفيد جيه. بيكر
- هنري داميان يونكر
- كريستينا رومر
- روبيرت وادلو
- مايلز ديفيس
- والتر شورت
- رولاند نيلسون
- روبرت سميث
- جيمس إرل راي
- ستيفن هاريمان لونغ